# Maximus (Konstanz)
Maximus war erster Bischof von Konstanz Ende des 6. Jahrhunderts.
In Vindonissa sind im 6. Jahrhundert die Bischöfe Bubulcus (erster Bischof von Vindonissa 517–534), Cromatius (auch Cormmatius oder Grammatius, Bischof von 534 bis 552) und Ursinus bezeugt. Nach einer Bauinschrift in Vindonissa (heute Windisch) wurde im Jahre 590 das Bistum von Vindonissa nach Konstanz an den Bodensee verlegt.
Maximus wurde (wahrscheinlich) erster Bischof von Konstanz mit Gründung des Bistums Konstanz um 585/590 durch die alemannischen Herzöge mit Hilfe von Papst Gregor I., genannt der Große.